# Carolyn Lawrence

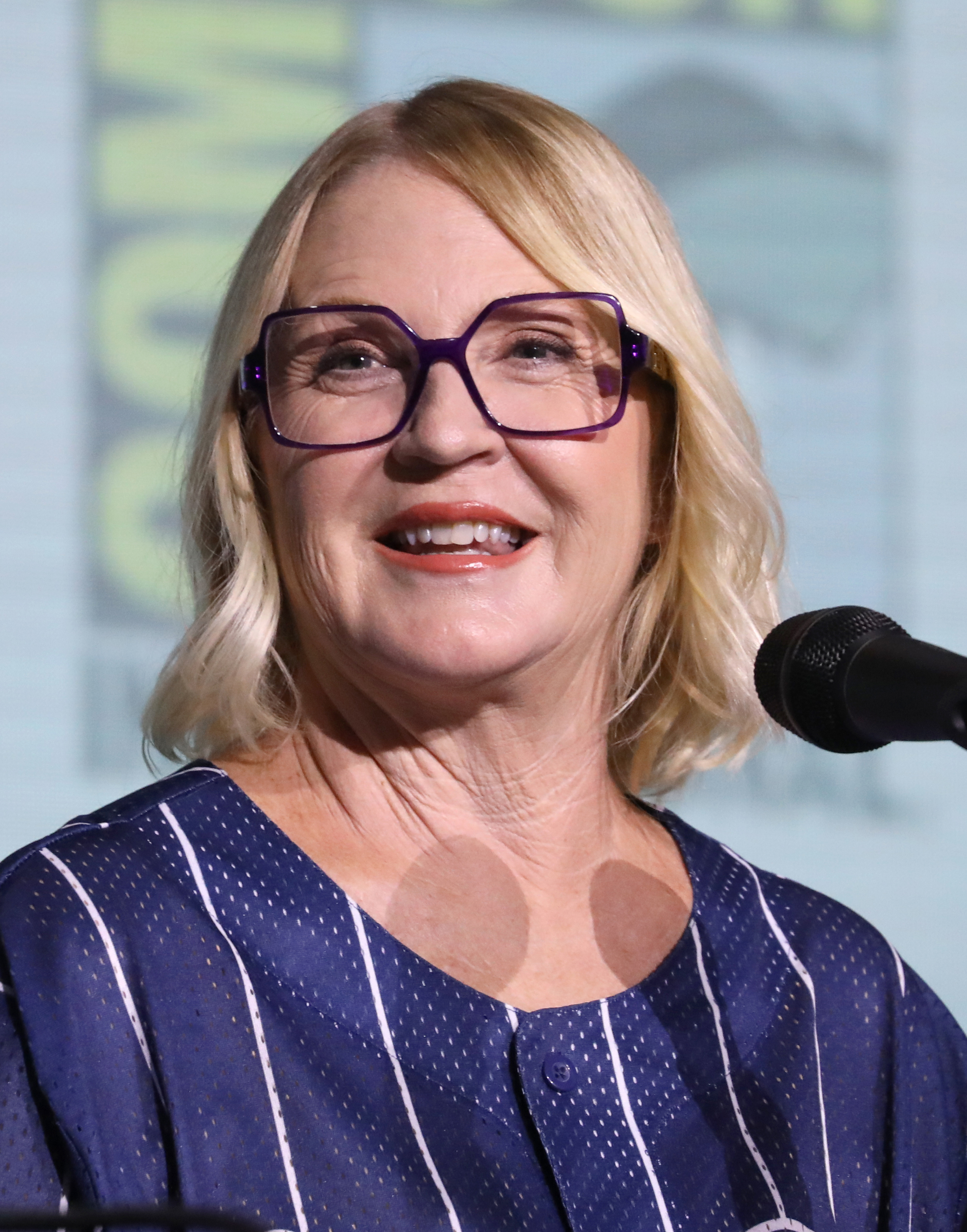
Carolyn Lawrence (2024)

Carolyn Lawrence (* 13. Februar 1967 in Baltimore, Maryland) ist eine US-amerikanische Synchronsprecherin.

## Leben und Wirken
Sie spricht die Figuren der Sandy Cheeks in der amerikanischen Zeichentrickserie Spongebob Schwammkopf und der Cindy Vortex in Jimmy Neutron. Des Weiteren übernahm sie die Synchronisation der Ashley Graham im Videospiel Resident Evil 4. Erstaunlich hierbei ist die Ähnlichkeit der Stimme zu Cathlen Gawlich, die in den deutschen Serien die gleichen Charaktere synchronisiert.